# 木村玲欧
木村 玲欧（きむら れお、1975年 - ）は、日本の心理学者、兵庫県立大学教授。専門は防災心理学、防災教育学、社会調査法。内閣府・防災教育チャレンジプラン実行委員会委員、関西広域連合・関西広域防災計画策定委員会委員、東京大学地震研究所・首都直下地震の地震ハザード・リスク予測のための調査・研究運営委員会委員など。

## 来歴
東京都生まれ。早稲田大学人間科学部卒業、2004年京都大学大学院情報学研究科博士後期課程修了、「都市地震災害を事例とした災害過程における被災者行動の解明と被害想定手法の開発」で京都大学博士(情報学)。認定心理士、専門社会調査士。2003年名古屋大学環境学研究科助手、2007年助教、2009年兵庫県立大学環境人間学部・人間学研究科准教授、2019年同教授。

## 著書
- 『歴史災害を防災教育に生かす 1945三河地震』古今書院 2013 シリーズ繰り返す自然災害を知る・防ぐ
- 『戦争に隠された「震度７」　1944東南海地震・1945三河地震』吉川弘文館、2014

### 共編著
- 『三河地震60年目の真実』木股文昭,林能成共著 中日新聞社 2005
- 『いま活断層が危ない 中部の内陸直下型地震』安藤雅孝,田所敬一,林能成共編著 中日新聞社 2006
- 『超巨大地震がやってきた スマトラ沖地震津波に学べ』木股文昭,田中重好共編著 時事通信出版局 2006
- 『日本歴史災害事典』北原糸子,松浦律子共編 吉川弘文館 2012

## 参考
- ISBN　978-4-7722-4134-2
- J-GLOBAL
- 自身のサイト